# Wyspy Kanaryjskie

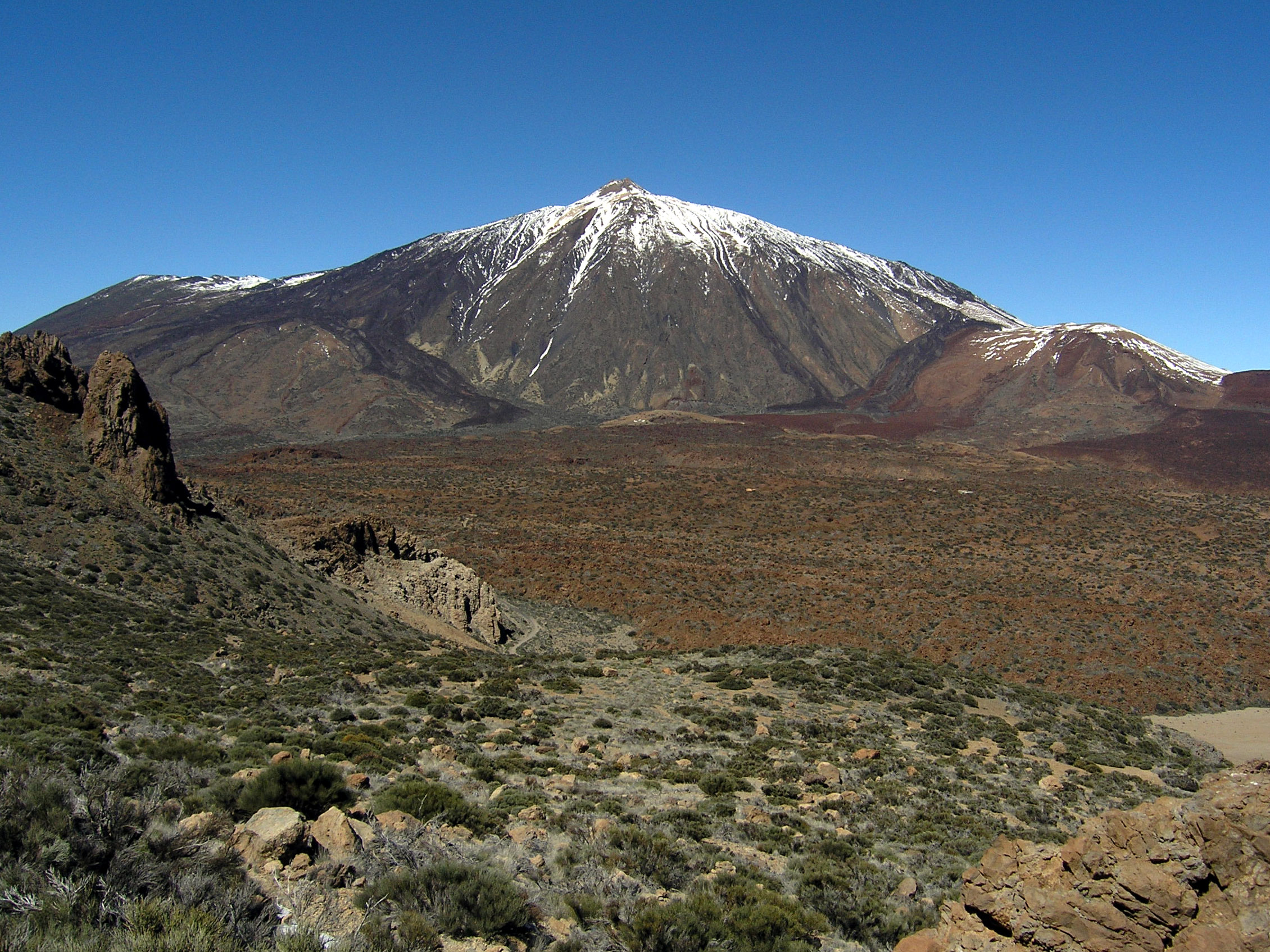
Teide, Teneryfa

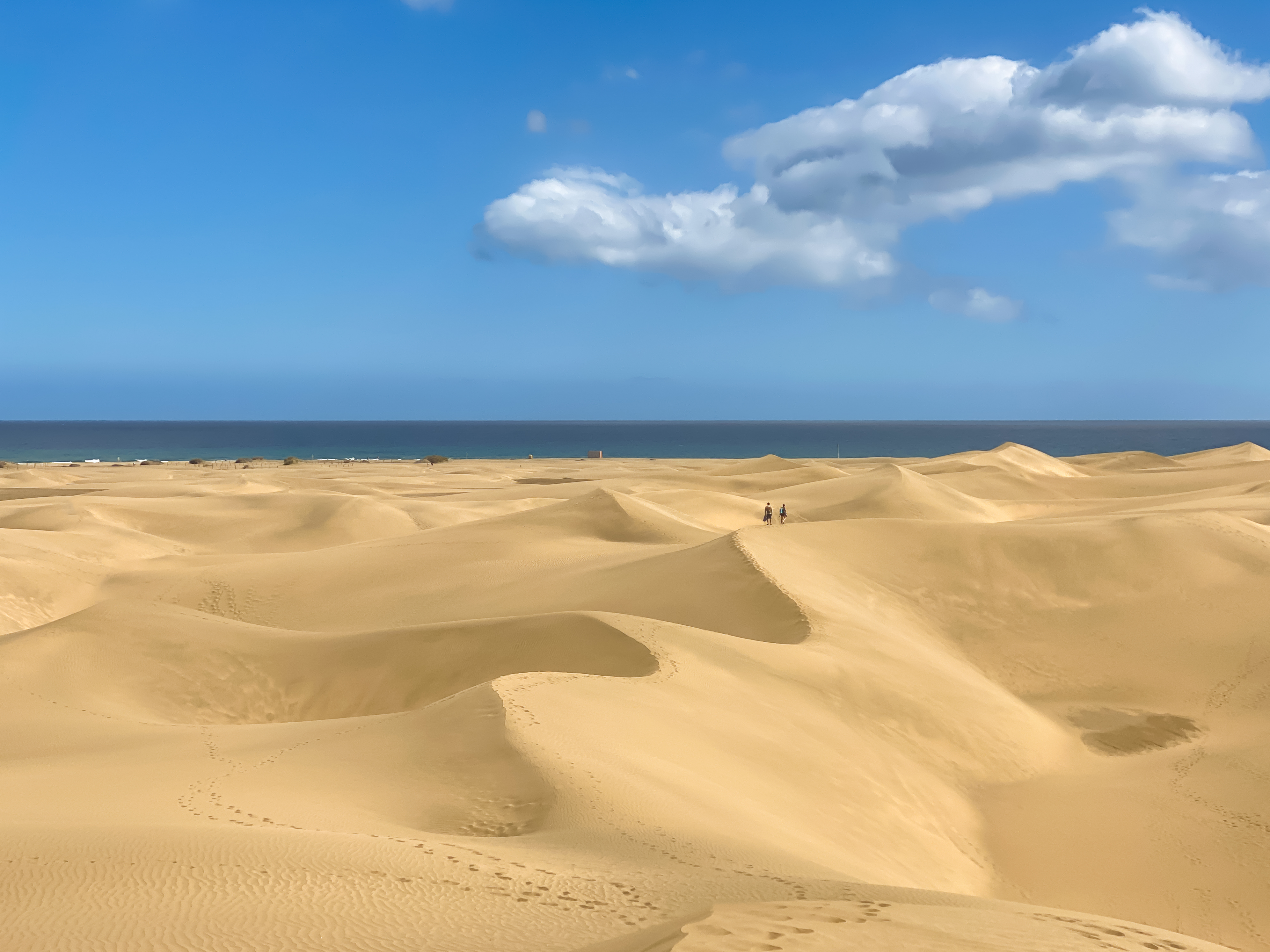
Wydmy w Maspalomas na wyspie Gran Canaria

Wyspy Kanaryjskie (hiszp. Islas Canarias, oficjalna nazwa jednostki administracyjnej Comunidad Autónoma de Canarias) – archipelag i jeden z regionów (wspólnot autonomicznych) Hiszpanii obejmujący grupę górzystych wysp pochodzenia wulkanicznego na Oceanie Atlantyckim, na północny zachód od wybrzeży Afryki, zaliczany do Makaronezji. Wyspy te tworzą dwie hiszpańskie prowincje: Santa Cruz de Tenerife i Las Palmas. Region ma dwie stolice: Las Palmas na wyspie Gran Canaria – największe miasto Wysp Kanaryjskich oraz Santa Cruz de Tenerife na Teneryfie.

## Geografia
Powierzchnia ogółem: 7446,94 km²
Archipelag składa się z 7 większych i 6 małych wysp, które można podzielić na dwie grupy:
- wyspy zachodnie: 
  - Teneryfa (2034,38 km²),
  - Gran Canaria (1560,10 km²),
  - La Palma (708,32 km²),
  - La Gomera (369,76 km²),
  - El Hierro (268,71 km²)
- wyspy wschodnie: 
  - Fuerteventura (1659,0 km²),
  - Lanzarote (845,94 km²)
  - i wyspy małe: Graciosa (29,05 km²), Alegranza (10,3 km²), Lobos (4,58 km²), Montaña Clara (2,7 km²), Roque del Este (6,45 ha) i Roque del Oeste (1,589 ha).

Większość mniejszych wysp jest niezamieszkana lub zamieszkana tylko okresowo; wyjątkiem jest Graciosa, która od 2018 r. uznana jest oficjalnie za ósmą wyspę zamieszkaną.
Liczba mieszkańców wg stanu na 1 stycznia 2023: 2 202 048, z czego na: Teneryfie – 944 107, Gran Canarii – 857 171, Lanzarote – 159 021, Fuerteventurze – 124 066, La Palmie – 83 875, La Gomerze – 22 162 i El Hierro – 11 646 osób.
Najważniejsze miasta:
- Las Palmas de Gran Canaria (378 027 mieszk.)
- Santa Cruz de Tenerife (209 395 mieszk.)
- San Cristóbal de La Laguna na Teneryfie (157 815 mieszk.)
- Arona na Teneryfie (82 982 mieszk.)
- Arrecife na Lanzarote (63 750 mieszk.)
- Puerto de la Cruz na Teneryfie (30 849 mieszk.)
- Puerto del Rosario na Fuerteventurze (28 911 mieszk.)
- Los Llanos de Aridane na La Palmie (20 766 mieszk.)
- Santa Cruz de La Palma (13 842 mieszk.)
- San Sebastián de la Gomera (8965 mieszk.)
- Valverde na El Hierro (4995 mieszk.)

Najwyższe szczyty i wzniesienia poszczególnych wysp:
- Teide na Teneryfie (3718 m n.p.m.)
- Roque de los Muchachos na La Palmie (2426 m n.p.m.)
- Pico de Las Nieves na Gran Canarii (1949 m n.p.m.)
- Pico de Malpaso na El Hierro (1501 m n.p.m.)
- Garajonay na La Gomerze (1487 m n.p.m.)
- Pico de la Zarza na Fuerteventurze (812 m n.p.m.)
- Peñas del Chache na Lanzarote (670 m n.p.m.)
- Caldera de Alegranza (289 m n.p.m.)
- Las Agujas na La Graciosie (266 m n.p.m.)
- La Mariana na Montaña Clara (256 m n.p.m.)
- La Caldera na Lobos (127 m n.p.m.)
- na Roque del Este (84 m n.p.m.)
- na Roque del Oeste (41 m n.p.m.)

## Historia
W starożytności Wyspy Kanaryjskie były znane jako Wyspy Szczęśliwe i – jak się uważa – były odwiedzane przez Greków i Rzymian. Na początku XIV w. zostały ponownie odkryte przez Europejczyków. Były wówczas zamieszkane przez lud Guanczów, pokrewny Berberom, który został później prawie całkowicie wytępiony w wielu krwawych bataliach, a częściowo zasymilowany.
W XIV i XV w. miało miejsce wiele wypraw genueńskich, francuskich, kastylijskich i portugalskich o podłożu handlowym, eksploatacyjnym i ewangelizacyjnym.
Podbój wysp zaczął Jean de Béthencourt, Normandczyk korzystający z protekcji króla Kastylii. Udało mu się podbić Lanzarote, Fuerteventurę, La Gomerę i El Hierro. W 1412 lub 1415 powrócił do Normandii, przekazując archipelag bratankowi Maciotowi, który sprzedał je Enrique de Guzmánowi. W 1430 archipelag kupił Guillén de las Casas. Sam Maciot de Béthencourt zachował dożywotnio zwierzchność nad Lanzarote, a pod koniec życia oddał wyspę portugalskiemu księciu Henrykowi Żeglarzowi, co stało się powodem konfliktu kastylijsko-portugalskiego. Konflikt zakończył traktat z Alcáçovas (1479).
W pierwszym okresie kolonizacji właścicielami wysp byli możnowładcy. Okres ten nazwany został Epoka Pańska (La Época Señorial). W tym czasie niepodbite pozostawały wyspy Gran Canaria, Teneryfa i La Palma. Możnowładcy nie potrafili sobie jednak poradzić z utrzymaniem władzy na zajętych wyspach i dalszym ich podbojem, w czym wydatnie przeszkadzali im Portugalczycy chcący odbić wyspy. W 1477 prawo do wysp i ich dalszego podboju zostało wykupione przez hiszpańskich Królów Katolickich (Izabelę i Ferdynanda). Od tego momentu rozpoczęła się epoka królewska (La Época Realenga).
Całkowity podbój wysp trwał prawie sto lat i zakończył się w 1496. Ostatnią podbitą wyspą była Teneryfa, na której walki były najkrwawsze i której lud najzacieklej bronił swej ziemi. Pierwszą dużą bitwę pod Acentejo (1494) konkwistadorzy przegrali. Bitwa ta została nazwana „Rzeź pod Acentejo”. W rok później konkwistadorzy powrócili w znacznie większej liczbie, wygrywając kolejną bitwę w tym samym miejscu, a bitwa ta otrzymała nazwę „Victoria de Acentejo”.
Podbite ziemie zostały rozdzielone pośród kolonizatorów. Podział nie był jednak równy, ziemie otrzymał kler, szlachta i klasa średnia. Prosty lud pracował jako siła najemna lub wziął ziemie w dzierżawę.
W XVII i XVIII wieku wyspy przeszły kryzys ekonomiczny, przez co znaczna część ludności zdecydowała się na emigrację do Argentyny, Portoryko, Trynidadu i Tobago oraz Urugwaju (obecnie wielu z ich potomków powraca).
W 1822 stolicą prowincji zostało miasto Santa Cruz de Tenerife. Nie spodobało się to jednak władzom Gran Canarii, która przedsięwzięła wiele kroków, aby umocnić pozycję swojej wyspy. Między innymi utworzono na niej Konsulat Francji oraz organizacje militarne niezależne od Teneryfy. Ostatecznie w 1927 dokonany został podział administracyjny na dwie niezależne prowincje.
18 lipca 1936 Generał Franco wprowadził na wyspach stan wojenny. Rozpoczęła się hiszpańska wojna domowa, która trwała do 1939 i zakończyła się triumfem oddziałów Franco, którego dyktatura w Hiszpanii trwała aż do jego śmierci w 1975.
10 sierpnia 1982 został zaaprobowany Statut Autonomii Kanaryjskiej i na wyspach ustanowiono Kanaryjską Wspólnotę Autonomiczną. Od tego czasu mają one lokalny parlament, rząd i wymiar sprawiedliwości, których siedziby dzielone są pomiędzy miastami Santa Cruz de Tenerife i Las Palmas.

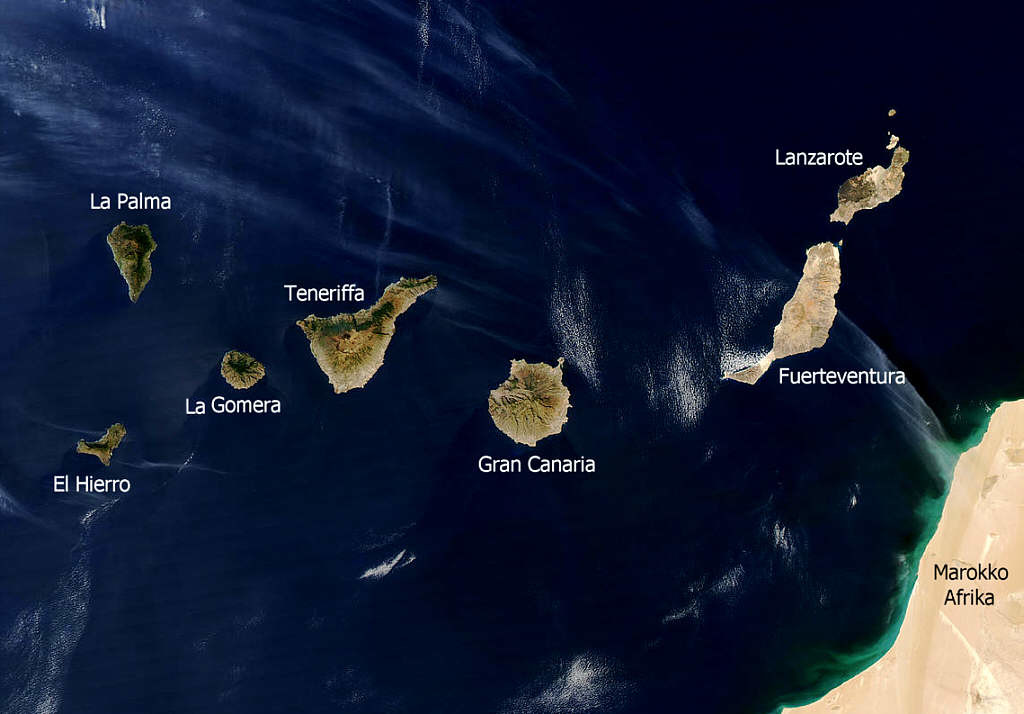
Wyspy Kanaryjskie z satelity

## Klimat
Klimat wysp jest oceaniczno-podzwrotnikowy, z umiarkowanymi temperaturami, rzadkimi i nieregularnymi opadami, zależnymi od wyspy i jej strefy. W niektórych strefach wyspy La Palma opady należą do wysokich (na dużych wysokościach). W przypadku wysp wschodnich Fuerteventura i Lanzarote klimat należy do bardzo suchych. Średnie temperatury wynoszą +18 °C zimą i +24 °C latem. Średnioroczna suma opadów wynosi 250 mm. Temperatura wody w oceanie waha się od +18 °C zimą do +22 °C latem. W niektórych rejonach wysp (głównie na La Palmie) w ogóle nie występują burze.

## Gospodarka
Główną gałęzią gospodarki jest turystyka. Istotną rolę odgrywa też rolnictwo – z wysp eksportuje się m.in. banany i pomidory. Stosuje się specjalne ulgi dla inwestorów oraz niskie stawki podatków pośrednich (IGIC – 5% podatek obrotowy). Niskimi podatkami akcyzowymi objęte są paliwa, perfumy, alkohol i wyroby tytoniowe. Również cena benzyny bezołowiowej na wyspach jest niska i kształtuje się na poziomie ok. 1,3 € za 1 litr (lipiec 2024).
Liczba turystów, którzy odwiedzili Wyspy Kanaryjskie w 2017 roku wyniosła około 15 976 000.
Podział według wyspy docelowej wyniósł (w 2017 r.) (w milionach):
- Teneryfa – 5,93
- Gran Canaria – 4,48
- Lanzarote y La Graciosa – 2,93
- Fuerteventura – 2,22
- La Palma – 0,29
- La Gomera y El Hierro – 0,13

## Nazwa
Nazwa wysp pochodzi od łacińskiego słowa canis (pies), ze względu na znaczną liczbę dużych psów, co opisał na początku naszej ery Pliniusz Starszy w swojej Historii naturalnej 6, 37, 205. Nazwa ptaka „kanarek” pochodzi właśnie od nazwy archipelagu, nie zaś na odwrót.
Mieszkańcy wyspy określają siebie jako Kanaryjczyków (canarios), choć między sobą rozróżniają jeszcze drobniejsze „nacje”: grancanarios – mieszkańcy Gran Canarii, tinerfeños – to mieszkańcy Teneryfy, conejeros – Lanzarote, majoreros – Fuerteventury, gomeros – Gomery, palmeros – La Palmy, herroños – Hierro.

## Religia

Bazylika Matki Bożej w Candelarii

Większość ludności to katolicy. Istnieją inne religie mniejszościowe, jak islam, ewangelikalizm, hinduizm, buddyzm, Świadkowie Jehowy, itp.
Wyspy Kanaryjskie są podzielone na dwie diecezje katolickie, z których każda podlega biskupowi:
- Diecezja Wysp Kanaryjskich: Gran Canarii, Fuerteventury i Lanzarote (prowincja w Las Palmas).
- Diecezja San Cristóbal de La Laguna: Teneryfy, La Palmy, Gomery i Hierro (prowincja w Santa Cruz de Tenerife).

Głównym miejscem pielgrzymek jest Bazylika Matki Bożej w Candelarii na Teneryfie, patronki Wysp Kanaryjskich. Na Wyspach Kanaryjskich urodzili się dwaj święci katoliccy: Piotr od św. Józefa de Betancur i Józef Anchieta, obaj misjonarze w Gwatemali i Brazylii.